# Йоганн Урбанек
Йоганн «Ганс» Урбанек (нім. Johann Urbanek, 10 жовтня 1910 — 23 червня 2000) — австрійський футболіст, що грав на позиції півзахисника. Відомий виступами, зокрема, у складі клубу «Адміра», а також національної збірної Австрії. П'ятиразовий чемпіон Австрії, дворазовий володар кубка Австрії, фіналіст кубка Мітропи. Учасник чемпіонату світу 1934.

## Клубна кар'єра
З юних років виступав у складі клубу «Ваккер» (Відень). В першій команді почав виступати у сезоні 1929-30, зігравши у чемпіонаті 16 матчів. Наступний сезон розпочав у складі «Ваккера», але незабаром перейшов у команду «Ніколсон» (Відень).
У складі клубу «Адміра» (Відень) почав грати у сезоні 1931–1932. Одразу став гравцем основного складу, виступаючи у півзахисті разом з Йоганном Клімою і Йозефом Міршицкою. В 1932 році «Адміра», у складі якої також виступали такі відомі гравці як Антон Янда, Роберт Павлічек, Ігнац Зігль, Антон Шалль, Адольф Фогль, Карл Штойбер, Вільгельм Ганеманн та інші, здобула «дубль» — перемогла і в чемпіонаті країни, і в кубку. В національній першості клуб на 2 очка випередив «Вієнну». У кубку у фіналі був переможений «Вінер АК» з рахунком 6:1. У чемпіонаті Урбанек зіграв 21 матч і забив 2 голи, а у кубку 5 матчів. Грав у кубку Мітропи 1932, де «Адміра» поступилась за сумою двох матчів чеській «Славії» (0:3, 1:0).
У 1934 році разом з командою вдруге здобув титул чемпіона Австрії. Зіграв у сезоні 21 матч, в яких забив 1 гол, а «Адміра» на два очка випередила «Рапід». Ці ж команди зійшлися у фіналі національного кубку, у якому клуб здобув розгромну перемогу з рахунком 8:0.
Того ж 1934 року «Адміра» дісталась фіналу кубка Мітропи. У першому раунді його клуб переміг «Наполі» (0:0, 2:2, 5:0), у чвертьфіналі — празьку «Спарту» (4:0, 2:3), у півфіналі туринський «Ювентус» (3:1, 1:2). У фіналі «Адміра» зустрілась ці ще одним італійським клубом — «Болоньєю». У першому матчі команді вдалося переломити гру і здобути вольову перемогу з рахунком 3:2. У матчі-відповіді «Адміра» поступилась з рахунком 1:5.
У сезоні 1934/35 «Адміра» стала другою у чемпіонаті, а ось два наступних розіграші виграла. У 1936 році клуб випередив найближчого переслідувача Вієнну на 5 очок. У кубку Мітропи 1936 клуб несподівано вилетів від скромного чеського клубу «Простейов». В першому матчі вдома «Адміра» сенсаційно програла 0:4. У матчів-відповіді віденці вели 2:0 і 3:1, але у підсумку зіграли 3:2, завершивши гру вшістьох. Угорський арбітр Гертца вилучив у першому таймі одного гравця «Простейова», а у другому одразу п'ятьох австрійців (серед вилучених був і Урбанек), хоча й не закінчив гру достроково, як цього вимагав регламент.
У 1937 році ж боротьба з «Аустрією» йшла до кінця чемпіонату. На свою останню гру з «Рапідом» «Адміра» йшла з відставанням на 1 очко від конкурента, що вже зіграв усі матчі. Нічийний рахунок 3:3 приніс «Адмірі» чемпіонство за додатковими показниками. «Аустрія» ж взяла реванш у кубку, де перемогла «Адміру» у чвертьфіналі і згодом здобула трофей. У кубку Мітропи 1937 клуб зупинився у чвертьфіналі, знову показавши себе з не найкращої сторони. Перша гра з італійською командою «Дженоа» принесла нічию 2:2, але сам матч вийшов дуже грубим з обох сторін. На шляху з Відня до Генуї між гравцями виникла бійка, одному з італійців зламали щелепу. Начальник поліції Генуї заявив, що не може гарантувати безпеку учасників цього матчу і матч було відмінено. Комітет кубка у підсумку вирішив зняти зі змагань обидві команди.
Чемпіонат 1937/38 років став для «Адміри» став найгіршим з середини 20-х років — 6 місце. Але уже за рік команда повернулася на вершину. Чемпіонат 1938/39 років після аншлюсу називався Гауліга Остмарк і був частиною німецького чемпіонату. «Адміра» випередила на 2 очка «Рапідом» і всьоме у своїй історії стала чемпіоном. Завдяки цьому трофею клуб потрапив у фінальний турнір чемпіонату Німеччини. Клуб виграв групу, що складалась з чотирьох команд і потрапив у півфінал, де здолав з рахунком 4:1 «Гамбург». У фіналі «Адміра» зустрічалась з найсильнішою німецькою командою того часу — «Шальке». Матч для віденців завершився розгромною поразкою від гельзенкірхенців — 0:9. Урбанек зіграв 6 матчів.
У роки Другої світової війни «Адміра» не мала значних успіхів у чемпіонаті, не потрапляючи до трійки призерів. Урбанек грав у команді до 1943 року, а також пізніше у сезоні 1946/47. До цього грав у німецьких командах «Мельдерс» (Краків) і «Швабен» (Аугсбург). У складі команди «Мельдерс» був учасником першого раунду фінального турніру чемпіонату Німеччини 1944 проти команди «Кенігсберг» (1:4). Пізніше також грав у скромних австрійських клубах «Рапід» (Оберлаа) і «Ред Стар» (Відень).

## Виступи за збірну
У складі збірної Австрії дебютував ще гравцем «Ніколсона» у поєдинку зі збірною Швейцарії (2:0). Після цього три роки не грав у збірній, проте потрапив до заявки збірної перед чемпіонатом світу 1934. На чемпіонат у Італію збірна Австрії їхала одним з головних фаворитів. Урбанек став гравцем основи, так як травму незадовго до чемпіонату отримав Вальтер Науш. Виступав в усіх матчах турніру у півзахисті разом з Йозефом Смістиком і Францом Вагнером. У першому раунді австрійці перемогли з рахунком 3:2 збірну Франції, а у чвертьфіналі свого принципового суперника збірну Угорщини — 2:1. У півфіналі команда програла за непереконливого суддівства господарям турніру збірній Італії (0:1). Розчаровані вильотом від господарів, австрійці не зуміли налаштуватися на матч за 3 місце і поступились збірній Німеччини з рахунком 2:3.
У 1935—1936 роках Урбанек також стабільно грав за збірну, загалом на його рахунку 15 матчів у збірній Австрії. Був учасником знаменитого матчу проти збірної Англії, коли австрійці вперше у своїй історії перемогли родоначальників футболу з рахунком 2:1 у Відні в травні 1936 року. 
У 1941 році Ганс зіграв також 1 матч у складі збірної Німеччини, ставши одним з багатьох австрійських гравців, хто після аншлюсу грали у німецькій національній команді.
Також виступав у складі збірної Відня. Грав у трьох міжнародних матчах команди: проти Белграду (4:1, 1931), Будапешту (6:0, 1932) і Праги (0:2, 1933).

## Досягнення
- Чемпіон Австрії (5): 1932, 1934, 1936, 1937, 1939
- Срібний призер чемпіонату Австрії (1):  1935
- Володар кубка Австрії (2): 1932, 1934
- Фіналіст кубка Мітропи (1): 1934
- Фіналіст чемпіонату Німеччини (1): 1939
- Четверте місце чемпіонату світу (1): 1934

## Статистика

### Статистика клубних виступів
| Клуб              | Сезон   | Ліга  | Ліга | Кубок | Кубок | Кубок Мітропи | Кубок Мітропи | Всього | Всього |
| Клуб              | Сезон   | Матчі | Голи | Матчі | Голи  | Матчі         | Голи          | Матчі  | Голи   |
| ----------------- | ------- | ----- | ---- | ----- | ----- | ------------- | ------------- | ------ | ------ |
| Ваккер (Відень)   | 1929/30 | 16    | 0    | 2     | 0     | -             | -             | 18     | 0      |
| Ваккер (Відень)   | 1930/31 | 2     | 0    | 0     | 0     | -             | -             | 2      | 0      |
| Ніколсон (Відень) | 1930/31 | 12    | 0    | 9     | 0     | -             | -             | 21     | 0      |
| Адміра (Відень)   | 1931/32 | 21    | 2    | 5     | 0     | -             | -             | 26     | 2      |
| Адміра (Відень)   | 1932/33 | 18    | 0    | 1     | 0     | 2             | 0             | 21     | 0      |
| Адміра (Відень)   | 1933/34 | 21    | 1    | 5     | 0     | -             | -             | 27     | 1      |
| Адміра (Відень)   | 1934/35 | 22    | 1    | 2     | 0     | 9             | 0             | 31     | 1      |
| Адміра (Відень)   | 1935/36 | 19    | 0    | 3     | 1     | 2             | 0             | 24     | 1      |
| Адміра (Відень)   | 1936/37 | 22    | 0    | 3     | 0     | 2             | 0             | 27     | 0      |
| Адміра (Відень)   | 1937/38 | 16    | 0    | 3     | 0     | 4             | 0             | 23     | 0      |
| Адміра (Відень)   | 1938/39 | 6+    | 0    | 1     | 0     | -             | -             | ?      | ?      |
| Адміра (Відень)   | 1939/40 | ?     | ?    | 1     | 0     | -             | -             | ?      | ?      |
| Адміра (Відень)   | 1940/41 | ?     | ?    | 0     | 0     | -             | -             | ?      | ?      |
| Адміра (Відень)   | 1941/42 | ?     | ?    | 4     | 0     | -             | -             | ?      | ?      |
| Адміра (Відень)   | 1942/43 | ?     | ?    | 0     | 0     | -             | -             | ?      | ?      |

### Статистика виступів за збірну
| Дата       | Місто    | Господарі  | Результат | Гості          | Турнір                             | Голи | Примітки |
| ---------- | -------- | ---------- | --------- | -------------- | ---------------------------------- | ---- | -------- |
| 16/06/1931 | Відень   | Австрія    | 2 – 0     | Швейцарія      | товариський матч                   | -    |          |
| 27/05/1934 | Турин    | Австрія    | 3 – 2     | Франція        | ЧС 1934 - 1/8 фіналу               | -    |          |
| 31/05/1934 | Болонья  | Австрія    | 2 – 1     | Угорщина       | ЧС 1934 - чвертьфінал              | -    |          |
| 03/06/1934 | Мілан    | Італія     | 1 – 0     | Австрія        | ЧС 1934 - півфінал                 | -    |          |
| 07/06/1934 | Неаполь  | Австрія    | 2 – 3     | Німеччина      | ЧС 1934 - за 3 місце               | -    |          |
| 23/09/1934 | Відень   | Австрія    | 2 – 2     | Чехословаччина | Кубок Центральної Європи 1933—1935 | -    |          |
| 12/05/1935 | Будапешт | Угорщина   | 6 – 3     | Австрія        | товариський матч                   | -    |          |
| 6/10/1935  | Варшава  | Польща     | 1 – 0     | Австрія        | товариський матч                   | -    |          |
| 19/01/1936 | Мадрид   | Іспанія    | 4 – 5     | Австрія        | товариський матч                   | -    |          |
| 26/01/1936 | Порту    | Португалія | 2 – 3     | Австрія        | товариський матч                   | -    |          |
| 22/03/1936 | Відень   | Австрія    | 1 – 1     | Чехословаччина | Кубок Центральної Європи 1936—1938 | -    |          |
| 5/04/1936  | Відень   | Австрія    | 3 – 5     | Угорщина       | товариський матч                   | -    |          |
| 6/05/1936  | Відень   | Австрія    | 2 – 1     | Англія         | товариський матч                   | -    |          |
| 17/05/1936 | Рим      | Італія     | 2 – 2     | Австрія        | товариський матч                   | -    |          |
| 27/09/1936 | Будапешт | Угорщина   | 5 – 3     | Австрія        | Кубок Центральної Європи 1936—1938 | -    |          |
| Усього     |          | Матчів     | 15        |                | Голів                              | 0    |          |

| Дата       | Місто  | Господарі | Результат | Гості    | Турнір           | Голи | Примітки |
| ---------- | ------ | --------- | --------- | -------- | ---------------- | ---- | -------- |
| 15/06/1941 | Відень | Німеччина | 5 – 1     | Хорватія | товариський матч | -    |          |
| Усього     |        | Матчів    | 1         |          | Голів            | 0    |          |

### Статистика виступів на чемпіонаті світу
| 1/8 фіналу 27 травня 1934 |

| Австрія                           | 3 — 2 | Франція                       |
| --------------------------------- | ----- | ----------------------------- |
| Сінделар 45' Шалль 93' Біцан 109' | Звіт  | Ніколя 18' Верр'є 115' (пен.) |

| «Муніципальний стадіон Беніто Муссоліні» (Турин) Глядачів: 10 000 |

Австрія: Петер Пляцер, Франц Цізар, Карл Сеста, Франц Вагнер, Йозеф Смістик (), Йоганн Урбанек, Карл Цишек, Йозеф Біцан, Маттіас Сінделар, Антон Шалль, Рудольф Фіртль. Тренер — Гуго Майсль
Франція: Алексіс Тепо (), Жак Мересс, Етьєн Маттле, Едмон Дельфур, Жорж Верр'є, Ноель Льєтер, Фріц Келлер, Жозеф Альказар, Жан Ніколя, Роже Рьйо, Альфред Астон. Тренери — Гастон Барро, Джордж Кімптон.
| 1/4 фіналу 31 травня 1934 |

| Австрія             | 2 — 1 | Угорщина          |
| ------------------- | ----- | ----------------- |
| Хорват 7' Цишек 51' | Звіт  | Шароші 60' (пен.) |

| Болонья Глядачів: 14 000 |

Австрія: Петер Пляцер, Франц Цізар, Карл Сеста, Франц Вагнер, Йозеф Смістик, Йоганн Урбанек, Карл Цишек, Йозеф Біцан, Маттіас Сінделар, Йоганн Хорват (), Рудольф Фіртль. Тренер — Гуго Майсль.
Угорщина: Анталь Сабо, Йожеф Ваго, Ласло Штернберг (), Іштван Палоташ, Дьордь Сюч, Анталь Салаї, Імре Маркош, Іштван Авар, Дьордь Шароші, Геза Тольді, Тібор Кемень. Тренер — Еден Надаш.
| 1/2 фіналу 3 червня 1934 |

| Італія     | 1 — 0 | Австрія |
| ---------- | ----- | ------- |
| Гвайта 19' | Звіт  |         |

| «Сан-Сіро» (Мілан) Глядачів: 45 000 |

Італія: Джанп'єро Комбі (), Еральдо Мондзельйо, Луїджі Аллеманді, Аттіліо Ферраріс, Луїс Монті, Луїджі Бертоліні, Енріке Гвайта, Джузеппе Меацца, Анджело Ск'явіо, Джованні Феррарі, Раймундо Орсі. Тренер — Вітторіо Поццо.
Австрія: Петер Пляцер, Франц Цізар, Карл Сеста, Франц Вагнер, Йозеф Смістик (), Йоганн Урбанек, Карл Цишек, Йозеф Біцан, Маттіас Сінделар, Антон Шалль, Рудольф Фіртль. Тренер — Гуго Майсль.
| за 3 місце 7 червня 1934 |

| Австрія              | 2 — 3 | Німеччина               |
| -------------------- | ----- | ----------------------- |
| Хорват 30' Сеста 55' | Звіт  | Ленер 1', 42' Конен 29' |

| «Стадіо Партенорео» Неаполь Глядачів: 7 000 |

Австрія: Петер Пляцер, Франц Цізар, Карл Сеста, Франц Вагнер, Йозеф Смістик, Йоганн Урбанек, Карл Цишек, Георг Браун, Йозеф Біцан, Йоганн Хорват (), Рудольф Фіртль. Тренер — Гуго Майсль.
Німеччина: Ганс Якоб, Пауль Янес, Вільгельм Буш, Пауль Зелінський, Райнгольд Мюнценберг, Якоб Бендер, Ернст Ленер, Отто Зіффлінг, Едмунд Конен, Фріц Шепан (), Маттіас Гайдеманн. Тренер — Отто Нерц.

### Статистика виступів у кубку Мітропи
| №                      | Розіграш               | Стадія                 | Дата та місце проведення | Команда 1              | Рахунок | Команда 2           | Голи |
| ---------------------- | ---------------------- | ---------------------- | ------------------------ | ---------------------- | ------- | ------------------- | ---- |
| 1                      | 1932                   | 1/4                    | 18.06.1932 Прага         | Славія (Прага)         | 3:0     | Адміра (Відень)     |      |
| 2                      | 1932                   | 1/4                    | 26.06.1932 Відень        | Адміра (Відень)        | 1:0     | Славія (Прага)      |      |
| 3                      | 1934                   | 1/8                    | 17.06.1934 Відень        | Адміра (Відень)        | 0:0     | Наполі              |      |
| 4                      | 1934                   | 1/8                    | 24.06.1934 Неаполь       | Наполі                 | 2:2     | Адміра (Відень)     |      |
| 5                      | 1934                   | 1/8 перегр.            | 1.07.1934 Цюрих          | Адміра (Відень)        | 5:0     | Наполі              |      |
| 6                      | 1934                   | 1/4                    | 18.07.1934 Відень        | Адміра (Відень)        | 4:0     | Спарта (Прага)      |      |
| 7                      | 1934                   | 1/4                    | 22.07.1934 Прага         | Спарта (Прага)         | 3:2     | Адміра (Відень)     |      |
| 8                      | 1934                   | 1/2                    | 25.07.1934 Відень        | Адміра (Відень)        | 3:1     | Ювентус (Турин)     |      |
| 9                      | 1934                   | 1/2                    | 29.07.1934 Турин         | Ювентус (Турин)        | 2:1     | Адміра (Відень)     |      |
| 10                     | 1934                   | Фінал                  | 5.09.1934 Відень         | Адміра (Відень)        | 3:2     | Болонья             |      |
| 11                     | 1934                   | Фінал                  | 9.09.1934 Болонья        | Болонья                | 5:1     | Адміра (Відень)     |      |
| 12                     | 1935                   | 1/8                    | 16.06.1935 Відень        | Адміра (Відень)        | 3:2     | Хунгарія (Будапешт) |      |
| 13                     | 1935                   | 1/8                    | 23.06.1935 Будапешт      | Хунгарія (Будапешт)    | 7:1     | Адміра (Відень)     |      |
| 14                     | 1936                   | 1/8                    | 21.06.1936 Відень        | Адміра (Відень)        | 0:4     | Простейов           |      |
| 15                     | 1936                   | 1/8                    | 28.06.1936 Прага         | Простейов              | 2:3     | Адміра (Відень)     | 79'  |
| 16                     | 1937                   | 1/8                    | 13.06.1937 Відень        | Адміра (Відень)        | 1:1     | Спарта (Прага)      |      |
| 17                     | 1937                   | 1/8                    | 25.06.1937 Прага         | Спарта (Прага)         | 2:2     | Адміра (Відень)     |      |
| 18                     | 1937                   | 1/8 перегр.            | 29.06.1937 Будапешт      | Спарта (Прага)         | 0:2     | Адміра (Відень)     |      |
| 19                     | 1937                   | 1/4                    | 4.06.1937 Відень         | Адміра (Відень)        | 2:2     | Дженова 1893        |      |
| Всього у кубку Мітропи | Всього у кубку Мітропи | Всього у кубку Мітропи | Всього у кубку Мітропи   | Всього у кубку Мітропи | 19      |                     | 0    |